# 10e division blindée (Royaume-Uni)
Pour les articles homonymes, voir 10e division.
La 10e division blindée est une division blindée de l'armée britannique créée pendant la Seconde Guerre mondiale. Elle opéra de 1941 à 1944 puis de 1956 à 1957. L'unité fut formée à partir de la 1re division de cavalerie, une unité de 1re ligne Yeomanry de l'armée territoriale (TA) qui servait auparavant en Palestine. La division fut convertie de la cavalerie aux véhicules armés avant d'être renommée à partir du 1er août 1941.

## Histoire
Le signe divisionnaire représentait un masque de renard, représentant la tradition de chasse de la cavalerie en formation et des unités Yeomanry. La division était à l'origine sous le commandement du QG des troupes britanniques de Palestine et de Transjordanie, mais transférée à la neuvième armée lorsque le quartier général fut redésigné le 1er novembre 1941. La division rejoignit ensuite l'Égypte, servant sous le QG du Moyen-Orient, le XXXe corps, la 8e armée et le Xe corps. La division a combattu aux batailles d'Alam Halfa et d'El Alamein avant sa dissolution le 15 juin 1944 en Égypte.
La 10e division blindée fut brièvement active après la fin de la guerre en Libye dans les années 1950, incorporant la 25e brigade blindée, mais fut dissoute en juillet 1957. La 25e brigade blindée fut formée en 1952 pour fournir un quartier général opérationnel aux troupes en Libye. En mai et juin 1956, la brigade fut rapidement étendue au statut de division en tant que 10e division blindée, avec l'intention d'envahir l'Egypte par l'ouest pendant la crise du canal de Suez. La planification fut interrompue en constatant qu'une telle invasion était interdite en vertu du traité de la Grande-Bretagne avec la Libye. L'escadron des transmissions de la brigade blindée fut étendu à la 10e division Armd Signals en mai-juin 1956, alors basé à Tripoli. L'unité fut dissoute en septembre 1957.

### GOCsuccessifs
Quatre hommes ont servi comme General Officer Commanding de la division pendant la Seconde Guerre mondiale.
| Prise de commandement | General Officer Commanding                   |
| 1er août 1941         | Major-Général John George Walters Clark      |
| 26 juin 1942          | Major général Alexander Gatehouse (en)       |
| 18 décembre 1942      | Major général Charles Norman (en)            |
| 12 janvier 1943       | Major général Horace Birks (en)              |
| 1955                  | Major général James Newton Rodney Moore (en) |